# Таксимо (аэропорт)
Таксимо — аэропорт на севере Бурятии, расположенный в 3 км к северу от посёлка Таксимо, административного центра Муйского района. Обеспечивает регулярное воздушное сообщение с республиканской столицей — Улан-Удэ, а также с крупнейшим городом Восточной Сибири — Красноярском.

## Принимаемые типыВС
Ан-2, Ан-24, Ан-26, Ан-30, L-410, вертолёты всех типов.
Максимальная взлётная масса воздушного судна — 26 тонн.

## Показатели деятельности
| год             | 2014 | 2015 | 2016 | 2017 |
| тыс. пассажиров | 13,9 | 13,9 | 11,6 | 12,5 |
| Источники:      |      |      |      |      |